# NGC 4474
NGC 4474 (również PGC 41241 lub UGC 7634) – galaktyka soczewkowata (S0), znajdująca się w gwiazdozbiorze Warkocza Bereniki. Odkrył ją William Herschel 8 kwietnia 1784 roku. Należy do Gromady w Pannie.